# Silvio Cator
Silvio nebo také Sylvio Paul Cator (9. října 1900 Cavaillon – 22. července 1952 Port-au-Prince) byl haitský reprezentant v lehké atletice. Hrál také fotbal za Racing Club Haïtien.
Na olympiádě 1924 obsadil 12. místo ve skoku dalekém a 15. místo ve skoku vysokém. Na olympiádě 1928 skončil v soutěži dálkařů druhý za Edwardem Hammem z USA, jeho stříbrná medaile je největším haitským olympijským úspěchem v historii. Na olympiádě 1932 obsadil v dálce 9. místo.
Dne 9. září 1928 vytvořil v Colombes světový rekord ve skoku dalekém výkonem 793 centimetrů. Údajně také jako první přeskočil osmimetrovou hranici, jeho výkon však nebyl oficiálně ověřen.
Po ukončení sportovní kariéry byl hoteliérem a majitelem cestovní kanceláře, věnoval se také politice a byl starostou haitské metropole Port-au-Prince. Po jeho smrti byl po něm pojmenován největší haitský sportovní stadion Stade Sylvio Cator.